# بلدة آن أربور تشارتر (ميشيغان)
آن أربور تشارتر (بالإنجليزية: Ann Arbor Charter Township, Michigan)‏ هي بلدة تقع بولاية ميشيغان في الولايات المتحدة. تبلغ مساحتها 43.7 (كم²)، وترتفع عن سطح البحر 288 م، بلغ عدد سكانها 4361 نسمة في عام تعداد الولايات المتحدة 2010 حسب إحصاء مكتب تعداد الولايات المتحدة .

## وصلات خارجية
- www.aatwp.org
- The US50 - Cities and Towns in Michigan State
- Michigan Cities and Towns, Facts, Map, Flag, Colleges, Government, and More